# Johan August Meijerfeldt den yngre
Johan August Meijerfeldt den yngre till Nehringen, född 4 maj 1725 i Stralsund, död 21 april 1800, var en svensk greve och militär. Han blev general 1789 och fältmarskalk 1790.

## Bakgrund

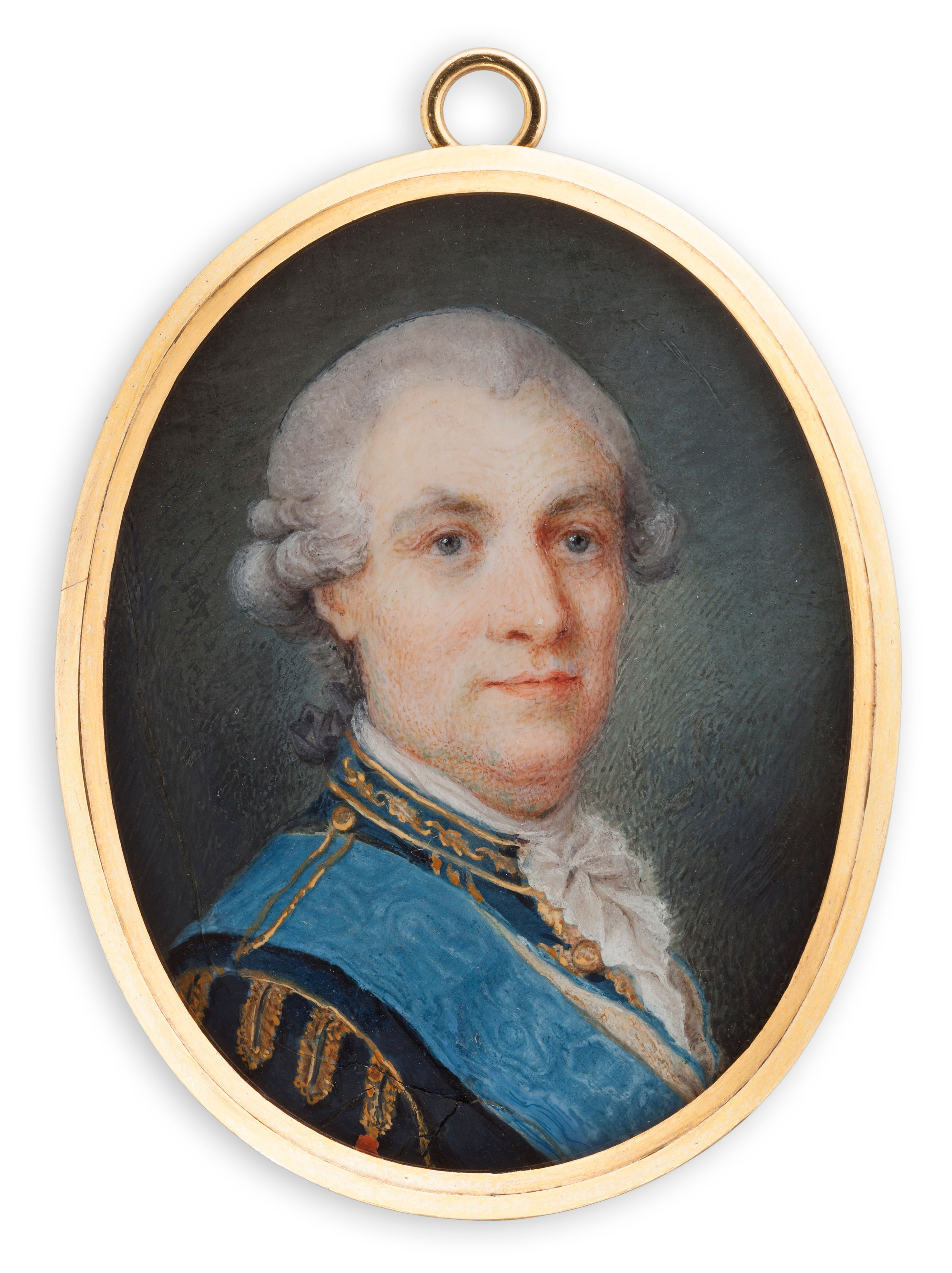
Miniatyr av Meijerfeldt i generalsuniform m/1779 med Serafimerordens och Svärdsordens band över axeln, målad av Carl Gustaf Gillberg.

Han var son till Johan August Meijerfeldt den äldre och gift med hovdamen Lovisa Meijerfeldt.
Meijerfeldt tjänstgjorde i såväl svenska som utländska arméer och deltog bland annat i Sjuårskriget. Efter att Anjalaförbundet besegrats blev han utnämnd till befälhavare över stridskrafterna till lands i Finland under Gustav III:s ryska krig 1788–1790. Han blev utnämnd till ledamot 61 av Kungliga Musikaliska Akademien den 26 januari 1774 och till en av rikets herrar 1792.
Begravd med serafimerståt i Riddarholmskyrkan.